# 馬彼得
馬彼得（1958年—），出身臺灣南投縣信義鄉久美部落，是一位布農族教育工作者，也是台灣原聲童聲合唱團的指揮與領導人物之一。

## 生平
1958年，馬彼得出生於南投縣信義鄉久美部落。他自小生長於部落。他國小一年級時父親去世，從此與母親相依為命；他的母親沒受過正式教育，但非常重視生活習慣與品格的訓練。
初中畢業後，他離鄉前往臺中師專就讀；因自身明顯的原住民輪廓等因素，他感到非常不自在，因而經常躲藏於人群中。師專五年級時，他在一次學生旅行的觀摩活動中受到刺激，決心透過教育幫助家鄉孩童。後來，他又就讀於新竹師範學院初等教育系。
畢業後當兵時，他意外被叫去教唱軍歌，並因此重拾自信。
1993年前後，他偶然被指派帶領學校合唱團；自此，透過歌唱引導學生開展人生視野、建立自信成為他的志業。2019年8月從南投縣信義鄉東埔國民小學校長職退休。
2021年4月，由他的人生故事啟發，改編的電影「聽見歌 再唱」將於2021年4月16日在台灣上映。

## 語錄
- 「就算是迷路的漂流木，也要教成中流砥柱」[2]
- 「我從不『訓練』，我只『教育』。」[2]
- 「人活著需要自信，但不是非要第一名不可，有時候，第二名的天空更大。」[2]
- 「我不是上帝，我們只能提供機會，真正可以改變孩子的是家長。」[1]
- 「我很少談困難，不想把困難當成困難，不然真的很困難！」[1]
- 「原住民族需要好好思考所謂的『菁英』指的是什麼樣的典範，並不是高學歷、高知識就能稱為菁英，還需要與部落有所連結， 願意回饋部落，言行成為典範。」[1]
- 「天下沒有不可能的事情，只有不想做的事。」[5]
- 「原住民的小孩子，最缺乏的兩件事情，一個叫機會、一個叫信心。合唱不是目的，它是一種策略，是教育的策略，是要實現、改變他們未來命運很重要的一個策略。最終的目的還是在教育，不是音樂。」[6]

## 荣誉

### 中华民国勋章奖章
- 三等景星勋章（2015年9月23日于台北总统府颁授[7]）

### 奖项
| 年份 | 得獎人/團      | 獎項                                 | 參考資料 |
| ---- | -------------- | ------------------------------------ | -------- |
| 2009 | 東埔國小合唱團 | 臺灣第20屆金曲獎傳統藝術類評審團獎   | [ 8 ]    |
| 2010 | 馬彼得         | 獲選為遠見雜誌『新臺灣之光』人物之一 | [ 8 ]    |

## 軼事
- 在感到挫折時，他會抄寫余秋雨與陶淵明作品中的字句，並將之貼在電腦螢幕上。[2]
- 因為母親生前喜愛鳳飛飛所演唱的《心肝寶貝》且疼愛學生，他特別將這首曲目收錄在原聲童聲合唱團專輯《我最愛唱的》中，並往往在指揮該曲時淚流滿面。[3]
- 他曾與妻子共同領養兩位孤苦無依的學生。[3]

## 外部連結
- 馬彼得的Facebook專頁

### 紀錄報導
- 「原聲合唱團」團長馬彼得- YouTube （页面存档备份，存于）
- 【原聲】夢想家馬彼得與臺灣原聲童聲合唱團- YouTube （页面存档备份，存于）
- 紀錄觀點唱歌吧！ - YouTube （页面存档备份，存于）